# Umirim
Umirim este un oraș în statul Ceará (CE) din Brazilia.